# Regiunea Centre-Est, Burkina Faso
Centre-Est este o diviziune de gradul I, localizată în statul Burkina Faso. Fondată la data de 2 iulie 2001, provincia cuprinde un număr de 3 regiuni: Boulgou, Koulpélogo și Kouritenga. 

| Provincia  | Reședința | Populația (2006) |
| ---------- | --------- | ---------------- |
| Boulgou    | Tenkodogo | 542.286          |
| Koulpélogo | Ouargaye  | 259.395          |
| Kouritenga | Koupéla   | 330.342          |